# 費県 (江蘇省)
費県（ひ-けん）は中華人民共和国江蘇省にかつて存在した県。現在の南京市の一部に相当する。
320年（大興3年）、東晋により僑県として設置された懐徳県を前身とする。咸和年間に費県と改称された。438年（元嘉15年）、南朝宋により廃止された。